# 對死亡的迷戀
对死亡的迷恋贯穿了整个人类历史，其特点是对死亡以及与死亡和来世有关的一切事物的痴迷。例如很多人會崇拜諸如阿努比斯、俄西里斯、哈得斯和死亡聖神等與死亡有關的神靈。亡灵节（11月2日）就是專門庆祝死者的节日。

## 历史
古埃及人最他们将死者制成木乃伊，并为死者建造精美的坟墓，例如吉萨金字塔。他们的许多神祇很多都与死亡有关，例如阿米特。